# Albert Alexander, 1. Earl Alexander of Hillsborough

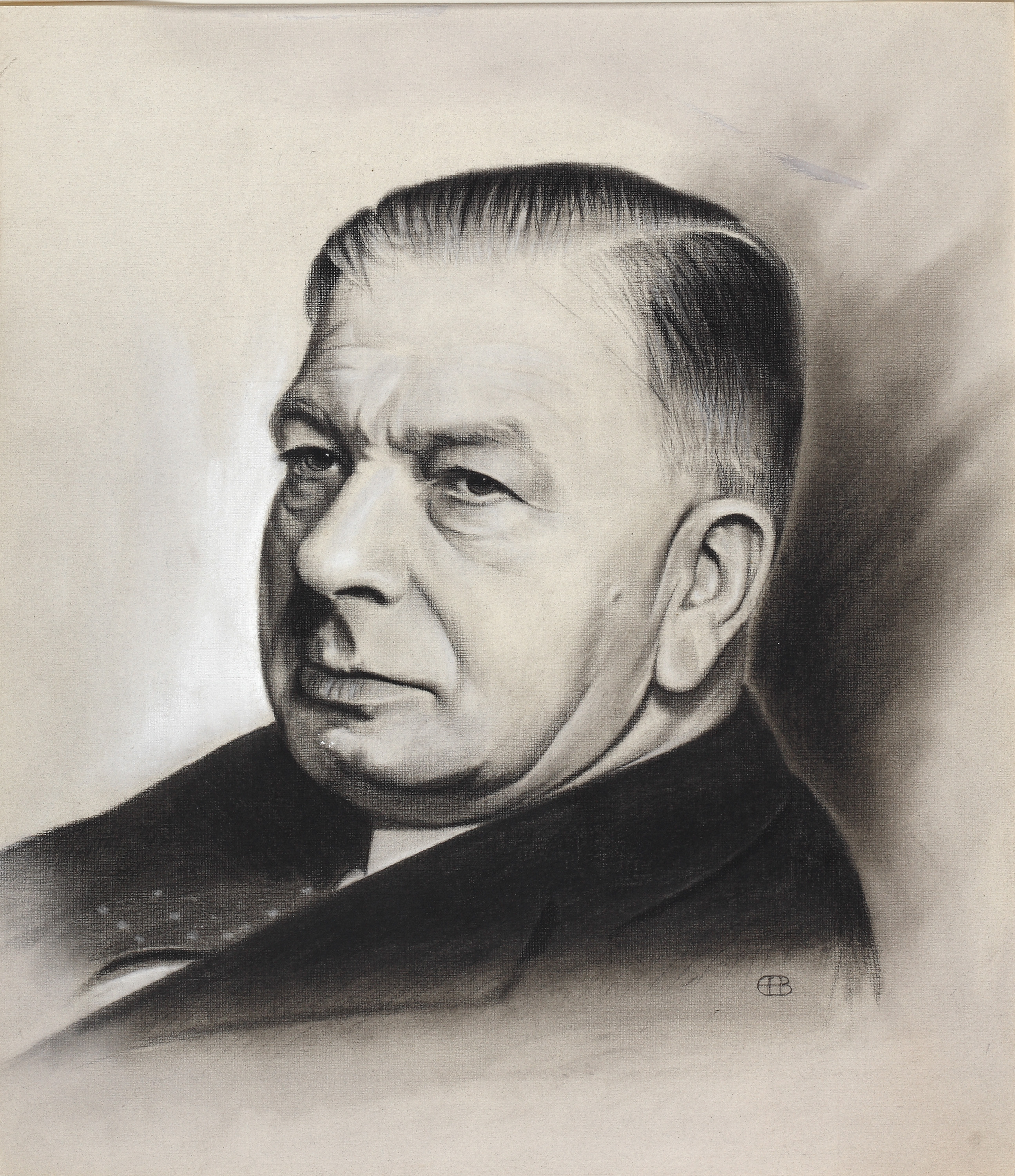
A. V. Alexander

Albert Victor Alexander, 1. Earl Alexander of Hillsborough PC (* 1. Mai 1885 in Weston-super-Mare, Somerset; † 11. Januar 1965 in London, Vereinigtes Königreich) war ein britischer Politiker der Labour Party und britischer Verteidigungsminister.

## Leben
Von 1922 bis 1931 und 1935 bis 1950 war er Labour-Abgeordneter im House of Commons für den Wahlkreis Sheffield Hillsborough. 1929 wurde er ins Privy Council aufgenommen. Er bekleidete drei Mal das Amt des Ersten Lords der Admiralität (1929–1931, 1940–1945 und 1945–1946) und wurde 1941 mit dem Order of the Companions of Honour ausgezeichnet. In der Regierung unter Clement Attlee 1946 war er Minister ohne Geschäftsbereich und 1947 bis 1950 Verteidigungsminister. 1950 bis 1951 war er Chancellor of the Duchy of Lancaster.
Er wurde am 27. Januar 1950 als Viscount Alexander of Hillborough, of Hillsborough in the City of Sheffield, in den erblichen Adelsstand erhoben, und erhielt dadurch einen erblichen Sitz im House of Lords. Am 30. Januar 1963 wurden ihm zudem die Titel Earl Alexander of Hillsborough und Baron Weston-super-Mare, of Weston-super-Mare in the County of Somerset, verliehen. 1964 wurde er als Ritter in den Hosenbandorden aufgenommen. Da er keinen Sohn hinterließ, erloschen seine Adelstitel mit seinem Tod 1965.
Ihm zu Ehren ist das Kap Alexander in der Antarktis benannt.